# 7.7cm FK 96

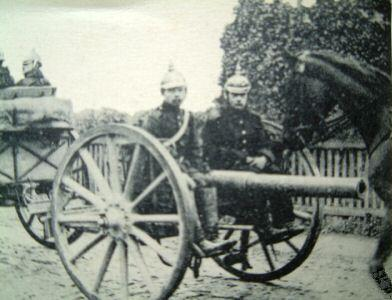
7.7 cm FK 96

7.7cm FK 96（7,7 cm Feldkanone 96）とは、1896年にドイツ帝国陸軍が制式採用した野砲である。

## 概要
FK 96はクルップ社が自社製のFK 73を基に改良した野砲である。しかし反動制御機構は、砲架の脚の内部に仕込んだばねが駐鋤に固定されたもので、限定的な効果しかなかった。
このため、採用の翌年にフランスが砲身後座・液気圧式駐退復座機を搭載したM1897 75mm野砲を開発するとたちまち旧型の烙印を押された。これに対抗するためFK 96の殆どは砲身のみを流用して新型砲架と組み合わせた7.7cm FK 96 nAに改造され、第一次世界大戦にはFK 96のままで実戦投入されたものはほとんど存在しない。

## スペック
- 口径：77mm
- 全長：2.15m
- 全幅：m
- 重量：919kg
- 砲身長：mm（口径）
- 仰俯角：-°~+°
- 左右旋回角：°
- 運用要員：名
- 発射速度：8発/分（最大）
- 最大射程：m
- 生産期間：年~年
- 生産総数：門